# الموت في غزة
الموت في غزة هو فيلم وثائقي عام 2004 عن الصراع الإسرائيلي الفلسطيني، يبدأ في الضفة الغربية ولكن بعد ذلك ينتقل إلى غزة ويستقر في النهاية في رفح حيث ستمضي معظم أحداث الفيلم. ويركز على 3 أطفال، أحمد (12 عامًا) ومحمد (12 عامًا) ونجلاء (16 عامًا).

## المواضيع

### أطفال
يتتبع الفيلم الأطفال في جوانب مختلفة من حياتهم بما في ذلك الحياة بالقرب من القوات العسكرية والألعاب التي ولدت من الصراع - مثل الركض نحو وإلقاء الحجارة والمتفجرات محلية الصنع على المركبات المدرعة. مواد دراسية في المدارس تركز على التصورات الفلسطينية للصراع، فضلا عن الوقت الذي يقضيه مع العائلة والأصدقاء، بما في ذلك متابعة أحد الأطفال وهو يلعب مع المقاتلين المسلحين ويساعدهم. كما يشير الفيلم إلى الاستخدام السياسي للحداد العام من أجل تعزيز الصراع.

### استشهاد
يركز الفيلم لفترة قصيرة على الاستشهاد وآراء الناس هناك حول الموت من أجل فلسطين والإسلام. يروي بإيجاز قصة صبي صغير أصيب بالرصاص أثناء مهاجمته للقوات الإسرائيلية مثل الصبيين الرئيسيين أحمد ومحمد، بالإضافة إلى العديد من الصبية الآخرين الذين لم يُكشف عن أسمائهم. يتتبع الفيلم الصبي من إحضاره إلى المركز الطبي والعلاج الأولي، إلى وفاته ورد فعل الناس، إلى العرض ودفنه، والاحتفال بنجاحه في أن يصبح شهيدا.

## وفاة جيمس ميللر
أثناء التصوير، قُتل المنتج/المخرج جيمس ميللر على يد جندي إسرائيلي. دُمجت وفاته كجزء رئيسي من الفيلم، مع شرح من قبل الراوي، سايرا شاه، في بداية الفيلم، والقصة الكاملة وردود الفعل في النهاية. يذكر أن الشعب الفلسطيني، خلافا لرغبة طاقم الفيلم، صنع ملصقات تعلن أن ميلر شهيد.

## روابط خارجية
- Death in Gaza  في قاعدة بيانات الأفلام على الإنترنت (بالإنجليزية)
- Channel 4 Films Death in Gaza page
- Death in Gaza page from إتش بي أو.